# Hydatellales
Hydatellales é o nome botânico de uma ordem de plantas com flor. No sistema Cronquist (1981), o nome é usado para uma ordem colocada na subclasse Commelinidae, na classe Liliopsida. Nesse sistema a sua circunscrição é a seguinte:
- ordem Hydatellales
família Hydatellaceae

De maneira similar, o sistema de Dahlgren reconhece esta ordem, com a mesma circunscrição, colocando-a na superordem Commelinanae, na subclasse Liliidae.
O sistema APG II, atribuí estas plantas à ordem Poales. Estudo recente de Saarela et al., no entanto, sugere uma posição fora das Poales - as Hydatellaceae tem ligação com as Nymphaeaceae, a primeira vez que uma planta foi retirada das monocotiledóneas. O Angiosperm Phylogeny Website  actualizou as Nymphaeales para incluir a família.
No sistema APG III esta ordem não existe e a família é colocada na ordem Nymphaeales.